# Buzignola
|                                     |  |
| Due stemmi della famiglia Buzignola |  |

La famiglia Buzignola (nelle fonti indicata anche come Bucignola, Busignola, Busignole, Bocignolo o Bocinolo) fu una famiglia nobile della Repubblica di Ragusa.

## Storia
Le radici della famiglia Buzignola sono oscure, rese per di più imperscrutabili dalle fantasiose ascendenze che la nobiltà ragusea usò reclamare ritenendosi in genere connessa con alcune antiche gens romane.
Tradizionalmente comunque i Buzignola erano ritenuti fra le più antiche famiglie ragusee, provenienti dalla regione interna del sud della Dalmazia, chiamata in antico Hum (nelle fonti anche Chelmo).
Fra il 1440 e il 1640, i Buzignola diedero alla Repubblica di Ragusa 6 membri del Maggior Consiglio, pari allo 0,27% sul totale nell'intero periodo. In questi duecento anni, ottennero anche 24 cariche senatoriali (0,73%), 15 volte la qualifica di Rettore della Repubblica (0,63%), 15 membri del Minor Consiglio (0,69%) e 3 Guardiani della Giustizia (0,40%).
Estinto il ramo principale raguseo della famiglia, risultano ancora dei rami cadetti nell'Italia settentrionale.

## Personalità notabili (in ordine cronologico)
- Marino Buzignola (XVI secolo) - In una lettera manoscritta del 28 aprile 1523 conservata presso l'Archivio di Stato di Venezia egli si firma Hieronimo de Marino. Fu un nobile raguseo residente prevalentemente in Spagna. Francesco Maria Appendini afferma che fosse amico personale del segretario di Carlo V. Buzignola fu il principale confidente del navigatore veneziano Sebastiano Caboto, del quale fu agente personale a Venezia. Buzignola fra l'altro rappresentò Caboto di fronte al Consiglio dei Dieci, per proporre di assicurare alla Serenissima tutte le future scoperte nel Nuovo Mondo[3].